# Zbigniew Krakowski
Zbigniew Krakowski (ur. 10 marca 1965 w Śmiglu) – polski żużlowiec.
Licencję żużlową zdobył w 1983 r. w barwach klubu Unia Leszno, który reprezentował do 1993 oraz w 1995 roku. Oprócz tego startował w drużynach Morawskiego Zielona Góra (1994), Kolejarza Rawicz (1996–1998, 2001) oraz Śląska Świętochłowice (1999). Sześciokrotnie zdobył medale drużynowych mistrzostw Polski: 3 złote (1987, 1988, 1989), srebrny (1983) oraz 2 brązowe (1985, 1986).
Był finalistą młodzieżowych indywidualnych mistrzostw Polski (Lublin 1985 – X m.), indywidualnych mistrzostw Polski (Toruń 1987 – VII m.), młodzieżowych mistrzostw Polski par klubowych – dwukrotnie (Tarnów 1983 – IV m., Ostrów Wielkopolski 1986 – brązowy medal), mistrzostw Polski par klubowych (Grudziądz 1993 – V m.), młodzieżowych drużynowych mistrzostw Polski – dwukrotnie (Tarnów 1983 – srebrny medal, Toruń 1985 – srebrny medal) oraz turniejów o "Złoty Kask" – trzykrotnie (1987 – V m., 1989 – XII m., 1990 – V m.), "Srebrny Kask" – dwukrotnie (1985 – XI m., 1986 – III m.) i "Brązowy Kask" – dwukrotnie (1983 – VI m., 1984 – VII m.).
W 1989 r. uczestniczył w eliminacjach indywidualnych mistrzostw świata, awansując do półfinału kontynentalnego w Równem, w którym zajął XII miejsce.